# Mellicta bolivari
Mellicta bolivari är en fjärilsart som beskrevs av De Sagarra 1930. Mellicta bolivari ingår i släktet Mellicta och familjen praktfjärilar. Inga underarter finns listade i Catalogue of Life.